# 楊僕
楊僕（?—?），西汉将军，宜阳人，汉武帝时，为御史，果断搏击。后为主爵都尉，前112年，为楼船将军率领水军，与路博德的陆军一起平定南越国，封将梁侯。汉武帝敕责他有五过，让他不要居功自傲。前111年，与王温舒、韩说一起平定东越国。前109年，出征卫氏朝鲜，与左将军荀彘为将军，因主张与朝鲜议和，被荀彘抓了起来，荀彘继续进攻朝鲜，元丰三年，朝鲜人尼谿杀死了朝鲜王右渠，向荀彘投降。 汉武帝认为荀彘争功，诛杀荀彘。而楊僕虽然“失亡多”，论罪当诛，但实际处罚是赎为庶人
。后病死。

## 延伸阅读
[在维基数据编辑]
 《史記/卷122》，出自司馬遷《史記》
 《漢書·卷090》，出自班固《漢書》

1. ↑   （页面存档备份，存于） 资治通鉴 卷二十一 汉纪十三 元丰三年
2. ↑   （页面存档备份，存于） 资治通鉴 卷二十一 汉纪十三 元丰三年
3. ↑   （页面存档备份，存于） 汉书 卷九十 酷吏传 第六十